# 생명의 카탈로그
생명의 카탈로그(Catalog of Life)는 알려진 동물, 식물, 균류 및 미생물 종의 색인을 제공하는 온라인 데이터베이스이다. 2001년 글로벌 Species 2000과 American Integrated Taxonomic Information System 간의 파트너십으로 만들어졌다. 카탈로그는 연구 과학자, 시민 과학자, 교육자 및 정책 입안자가 사용한다. 이 카탈로그는 생물다양성 유산 도서관, 생명 데이터 시스템의 바코드, 《생명의 백과사전》, 세계생물다양성 정보기구에서도 사용한다. 카탈로그는 현재 전 세계의 전문 기관에서 관리하는 165개의 상호 검토 분류학 데이터베이스에서 데이터를 수집한다. September 2022년 기준 COL 체크리스트는 현재 지구상의 분류학자에게 알려진 현존하는 세계의 220만개의 종 중에서 2,067,951개를 실고 있다.

## 구조
《생명의 카탈로그》는 간단한 데이터 구조를 사용하여 동의어, 분류학적 계층 내 그룹화, 일반 이름, 분포 및 생태 환경에 대한 정보를 제공한다. 매월 업데이트되는 (하지만 그 동안에는 변경 사항이 추적되지 않아 데이터가 변경될 수 있는) 동적 에디션, 및 이름 및 관련 데이터 사용에 대한 날짜가 있고 확인 가능한 참조를 제공하는 연간 체크리스트(Annual Check List)가 있다. 생명의 카탈로그 개발은 2003-2013년 Species 2000 europa(EuroCat) , 4d4Life, i4Life 등의 프로젝트를 통해 자금을 지원받았으며 현재는 네덜란드 라이덴에 있는 Naturalis Biodiversity Center와 미국 어바나-샴페인에 있는 일리노이 자연사 서베이의 스피시즈 파일즈(Species Files) 그룹에서 자금을 지원받고 있다.

## 사용법
카탈로그 사용의 대부분은 다른 글로벌 데이터 포털 및 생물학적 컬렉션에 대한 백본 분류를 제공하는 것이다. i4Life 프로젝트를 통해서 세계 생물다양성 정보기구, 유럽 뉴클레오타이드 아카이브, 《생명의 백과사전》, 유러피안 생명 바코드를 위한 콘소시움, IUCN 적색 목록, 라이프 워치와 정식 파트너십을 맺었다. 공용 인터페이스에는 검색 및 찾아보기 기능과 다국어 서비스 제공이 모두 포함된다.
카탈로그에는 2003년까지 300,000종, 2005년까지 500,000종, 2006년까지 800,000종이 나열되어 있다. 2019년 기준 카탈로그에는 190만 종의 현존 및 멸종된 종이 나열되어 있다. 주로 미공개되어 있는 종이 약 1,400만개 있다. 그러나 설명되지 않은 곤충, 선충류, 박테리아, 균류 및 기타 많은 수에 대한 데이터가 부족하기 때문에 이 숫자는 불확실하다.

## 생명의 카탈로그 플러스
2015년에 전문가 패널은 출판된 《카탈로그》에 아직 나타나지 않은 일부 부문을 포함하는 합의된 계층적 생명 분류를 발표했다. 같은 해에 생명의 카탈로그, 생명의 바코드 데이터 시스템, 생물다양성 유산 도서관, 생명의 백과사전, 글로벌 생물다양성 정보 시설(GBIF)이 만나서 권위 있는 단일 명명법과 분류학적 기반으로, 공통 인프라를 사용하여 현재 《카탈로그》의 사용자와 확장된 분류 콘텐츠(예: GBIF)의 사용자 모두에게 서비스를 제공하기 위해 아직 CoL에 없지만 다른 소스를 통해 사용할 수 있는 콘텐츠를 포함하여 생물다양성 데이터를 주문하고 연결하는 데 사용할 수 있는 《생명의 카탈로그 플러스》 를 구축하는 것을 고려하였다. COL+는 모든 생물의 학명을 다루는 정보 센터를 개발하고 단일 분류 보기를 제공하며 콘텐츠 당국의 피드백을 위한 방법을 제공할 것이다. CoL은 복제를 피하고 권위 있는 글로벌 종 목록을 만들기 위해 글로벌 종 목록 워킹그룹과 함께 개발하고 있다.

## 같이 보기
- ARKive
- 《생명의 백과사전》
- 글로벌 생물다양성
- 글로벌 생물 다양성 정보 시설
- 통합분류정보시스템
- Wikispecies
- 해양 종의 세계 등록

## 추가 자료
- Blundell N (2005). There's more to life on Earth. Telegraph Online, 8 Dec 2005 (retrieved 2012-05-03).